# パブロ・セバージョス
パブロ・ダニエル・セバージョス・オカンポス（Pablo Daniel Zeballos Ocampos, 1986年3月4日 - ）は、パラグアイ・Vallemí出身のプロサッカー選手。ポジションはフォワード。

## 経歴

### クラブ
ソル・デ・アメリカのアカデミー出身。2006年にソル・デ・アメリカでキャリアをスタート。チーム内でトップの得点を叩き出しクラブを1部リーグのリーガ・パラグアージャ昇格に貢献。2006年7月にボリビアのオリエンテ・ペトロレーロにレンタル移籍し、14試合出場16得点を挙げた。翌年はソル・デ・アメリカに戻り一部リーグで15得点を挙げ得点王を獲得した。2008年、メキシコのクルス・アスルに移籍。
2010年に母国のパラグアイに戻りセロ・ポルテーニョに入団。リーグ戦ではロドリゴ・テイシェイラに並ぶ16ゴールを挙げ、通算24得点を挙げ2度目となる得点王に輝いた。2011年、オリンピア・アスンシオンに移籍。此処でもゴールを量産し3度目となる得点王を獲得した。シーズン終了後にはパラグアイ年間最優秀選手賞に選出された。
2012年7月12日、ロシアのクリリヤ・ソヴェトフ・サマーラへ3年契約で移籍した。
2014年、ボタフォゴFRに移籍した。しかしチームはセリエBに降格することになった。それに伴い退団することになった。

## タイトル

### クラブ
- オリンピア・アスンシオン
  - リーガ・パラグアージャ: 1 (2011)

### 個人
- リーガ・パラグアージャ得点王: 3 (2007, 2010, 2011)
- パラグアイ年間最優秀サッカー選手賞: 1 (2011)